# 府中市立府中第三中学校
府中市立府中第三中学校（ふちゅうしりつ ふちゅうだいさんちゅうがっこう）は、東京都府中市本町四丁目にある公立の中学校。略称は府中三中。

## 概要
1960年（昭和22年）4月1日に開校した。教育目標校訓として「自他の敬愛」を掲げる。
後述される校舎改築による、非常に清潔で綺麗な校舎内が有名である。
著名な卒業生として、女優でタレントの安めぐみ、同校の所在する府中市の市長である高野律雄がいる。

## 沿革
- 1960年  (昭和35年)　　
  - 4月1日 - 府中第三中学校新設開校
  - 4月11日 - 校舎第一期工事落成。入校式を行う。
  - 5月30日 - 校章制定発表
  - 11月18日 - 校歌制定

- 1961年 (昭和36年)　3月15日 - 校舎増築（第二期工事落成）
- 1964年 (昭和39年)　12月28日 - 体育館落成。翌年の1965年1月12日には落成記念式典が行われた。
- 1969年  (昭和44年)
  - 2月17日 - 特別教室校舎完成
  - 11月23日 - 創立10周年記念式典が行われる
- 1974年 (昭和49年)　4月1日 - 府中第八中学校が当校より分離し発足。
- 1979年 (昭和54年)　11月20日 - 創立20周年記念式典が行われる。
- 1982年 (昭和57年)　4月1日 - 浅間中学校が当校より分離し発足。
- 1990年 (平成2年)　12月15日 - 新体育館落成
- 1991年 (平成3年)　2月2日 - 創立30周年記念式典が行われる。
- 2000年 (平成12年)　10月27日 - 創立40周年記念式典が行われる。
- 2007年 (平成19年)　
  - 9月28日 - 新校舎工事落成
  - 10月27日 - 新校舎落成記念式典が行われる。
- 2010年 (平成22年)　11月19日 - 創立50周年記念式典が行われる[4]。

## 校区
- 日吉町の1番
- 是政六丁目の全域
- 矢崎町の全域
- 南町の全域
- 本町の全域
- 片町二丁目の37番及び38番
- 片町三丁目の全域
- 分梅町二丁目の1から34番、35番（2、5、6、8）、37番（8）及び39から45番以外の地域
- 分梅町四丁目の1番、2番、10番（1、2、12、19）、13から23番、24番（2、3、9、10）、27番（4、6）、28番（2、3、7から9、11から16、19から21）、29番及び30番以外の地域
- 分梅町五丁目の全域
- 住吉町一丁目の1から14番、19番（2から5）、20番（1、2番）及び21から26番

## 理念
教育目標
- 「自他の敬愛」　　
  - 「人間尊重の精神を基調とし、全教育活動を通して、社会生活の基本的なルールを身に付けさせ、法を遵守させることで人権を尊重する態度を育成すると共に、心と体の健康づくりを推進して、社会の変化に主体的に対応し、自主性と創造性、更に公共の精神に富んだ忍耐強い生徒を育成する」ために、更に以下の目標が設定される[5]。
    1. 自分を大切にし、他人を尊敬し、楽しい学園を作ろう。
    2. よく運動し、衛生に注意し、健康な身体をつくろう。
    3. よく勉強し、個性を伸ばし、役に立つ人になろう。
    4. 勤労をよろこび、苦難にうち勝ち、正しく強く生きていこう。

校章
- 外側の欅と富士は府中市の特色を、内側の三角形は教育目標の知育・徳育・ 体育を表す。当校の生徒が「朝に夕に富士を仰いで、心を清め、理想を磨き、武蔵野にすくすく伸びる欅のように、体はすこやかに、心は正しく強く成長し、 将来は社会に役立つ人」になるようにとの願いをこめて作られた[4]。

## 設備

### 別館
- 武道場 - 剣道、柔道などの授業で用いられる他、学年のみで集合するときに専ら利用される。冷暖房を完備し、畳を備える。
- 体育館 - 全校生徒を収容可能な広さを持つ。

### 1階
- 図書室 - コンピュータを利用した電子貸出機能を利用している。新刊を月に数回取り入れ、漫画、アニメのノベライズや”5分後”シリーズ、ライトノベルなども取り揃える。
- 木工室 - 各テーブルごと最大4機利用可能なコンセント、電動ノコギリやハンダごて、電動サンダーなどを取り揃える。
- 金工室 - DIY教室の活動場所である。
- 被服室 - 主に家庭科の授業で使われる。元々はコンピュータ室だった物を流用している。

### 2階
- 音楽室1 - 段差のある床とグランドピアノ、指揮台を備えた一般的な音楽室である。
- 音楽室2 - 生徒個人個人用の机と椅子があり、グランドピアノを備える。
- 理科室1 - 主に物理分野の実験の際に用いられ、てこ、滑走台、電圧計や電流計を備える。一般的な理科室より狭く、机も少ない。
- 理科室2 - 主に物理分野以外の実験に用いられる。
- 美術室 - 美術の授業で用いられる。美術部の活動場所でもあり、美術室1、2の二教室ある。

### 屋上
- 庭園 - 野菜を育てることが可能な屋上庭園を有する。DIY教室部も活動する。
- 太陽光発電パネルを備える。

## 特別支援学級
2003年 (平成15年)、府中市内で初の中学校通級指導学級（情緒）として開級。生徒は通常は在籍する学級で学習をし、生徒の状況により、週に１回２時間程度（個別１時間、小集団１時間）の指導を基本として行う。
2020年 (令和2年)より、特別支援教室拠点校として巡回指導を開始。以下は当校の巡回校である。
- 府中第一中学校
- 府中第三中学校
- 府中第四中学校
- 府中第七中学校
- 府中第八中学校
- 府中第十中学校

## 主な年中行事
- 合唱コンクール- 毎年府中の森芸術劇場で行われている（2020年はcovid-19の影響で校内開催となった）[7]。　2021年度までは合唱祭と呼ばれ3月に行われていたが、2022年度より現在の名称となり、10月に実施される運びとなった。
- 学習発表会 - 各教科の作品を展示する。また、舞台部門では吹奏楽部、和太鼓部などの演奏が行われる[7]。
- 体育祭 - 学年別クラス毎に順位を競い合う。2021年度、2022年度はcovid-19の影響で簡素化しての実行となり、短距離走や選抜リレー、大縄跳びなどが種目となったが、例年は組体操や校独自のソーラン節などが披露される[7]。
- 校外学習 - 一年時は鎌倉へ、二年時は東京都23区へ、三年時は二泊三日の修学旅行という形で京都、奈良へ、生徒それぞれでコースを決め見学、文化学習を現地で行う。見学後は事後学習としてまとめた新聞を作成するのが通例である。

## 部活動
運動部8部活（内男女別3部活）、文化部5部活、その他4部活の計17種類である。

### 運動部
- バレーボール部 (男女別) - 基本練習を中心とし、公式大会への出場を目標としている。
- バスケットボール部 (男女別) - 「感謝の気持ちと謙虚な態度をいつも忘れずに」を目標にしている。
- バドミントン部 - 年に三回の公式戦やフジ杯、JOC,冬季大会など複数の大会に出場している。
- サッカー部 - 都大会出場を目標としている。
- ハンドボール部 - 市大会での優勝を複数回獲得している他、関東大会出場も過去に果たしている。
- 硬式テニス部 (男女別) - 一般的に中学校の部活動では軟式テニスが行われるが、当校は硬式を採用しており、これを行うため越境を行う生徒も少なくない。
- 陸上競技部 - 「陸上『競技』部」として、試合への出場と記録の更新を目標に活動を行う。
- 野球部 - 2022年度現在新規部員を募集していない。

### 文化部
- 文芸部 - 各学期に一冊、部員の執筆した小説、詩を載せた部誌を発行する。
- 吹奏楽部 - 11月には市の連合音楽会に参加し、どりーむホールでの演奏を行う。
- 美術部 - 美術室での作品の展示、作品展への作品の発表、体育祭や合唱コンクールでの装飾を行う。
- 和太鼓部 -2月に行われる和太鼓コンクールでは、2年連続で優勝を果たしている。 保護者会での演奏の披露なども行う。
- 手芸部 - 作品の作成や、お菓子作りなどを手掛ける。

### その他
- DIY教室 - 木工制作とchromebookでのプログラミング活動、屋上の庭園の整備を行う。
- 映画鑑賞教室 - ジャンルを問わず、様々な種類の映画を視聴できる。
- 学習教室 - 学習部のみ、定期考査一週間以内での活動が認められる[9]。
- 茶道教室 - 茶道を通して、日本の礼儀作法などの文化と交流する。

## 委員会活動
- 専門委員会について、生徒会規約第7章第24条において、専門委員会は次の7委員会であると定められている。

1. 生活委員会　生活委員登校する生徒へ挨拶を集団で行う挨拶運動や、置き勉の監視などを行う。
2. 広報委員会　当校時や放課後の清掃時のBGMの担当,給食時間中に、その日の給食の解説や音楽を流すなどの業務を行う。週に一度、委員会誌の”エンドレス”を発行する。
3. 図書委員会　図書室の貸出の手続き、書架整理、清掃、来室者統計などを行う。本を借りるよう呼びかけるポスターなども手掛ける。
4. 美化委員会　トイレの石鹸やトイレットペーパーの補充、生徒がハンカチやマスクの予備を持っているかのチェック、学校美化を促すポスターの作成などを行う。
5. 保健委員会　学校での衛生状態の管理、保健に関するポスターの掲示、清掃の指示などを行う
6. 給食委員会　給食時の人との会話の有無[注釈 1]、机の上の状態などを確認し管理する
7. 実行委員会　運動会、合唱コンクール、修学旅行などがあり、活動期間中は学級委員よりも強い影響力を持つこともある。

## 生徒会活動
- 生徒会規約第1章第2条において、「本会は府中市立府中第三中学校全生徒で組織する」と定められている。
- 同第2章第5条において、生徒総会、中央評議会、生徒会役員会、学級委員会、専門委員会、学級会、部長会、部活動を置くことが定められている。
- 生徒総会について、同第3章第6条において、生徒会は生徒会の最高決議機関であり、次のことを審議すると定められている。

1. 生徒会規約の改正
2. 生徒会年計画の決定
3. その他、本会運営について極めて重要なこと

- 生徒会役員会について、同第4章第12条において、本会に「会長1名、副会長2名、書紀2名、庶務2名」を置くことが定められている。また、同第13条において、「役員の任期は一年間とし、10月から9月までとする。すべて旧役員は新役員が選出されるまで引き続き業務を行う」と定められている。
- 中央評議会について、同第5章第15条において、「中央評議会は役員及び各学年の学級委員会、専門委員会の委員長で構成する」と定められている。
- 同第16条において、「中央評議会は生徒総会に次ぐ議決機関」であり、次を行うとされている。

1. 全校的な諸問題を審議決定し、実行する。
2. 生徒会規約を基準とした細則を決める。
3. その他本会運営に関して必要なことの審議決定し、仕事を分担し実行する。

- 学級会について、同第8章第31条において、「学級会は、本会の母体であって、学級生徒会員は生徒会の目的を達成するため、学級内において規律ある健全な活動に努めなければいけない」と定められている。また、同第32条において、「学級会は、学級委員および各専門委員を選出する」と定められている。
- 生徒会役員選挙について、同第9章第33条において、「生徒会は立候補制とし、全会員の選挙によって選出される」と定められている。また、同第34条において、「選挙権は会員に与えられる」と定められている。
- 同第11章42条において、「この会則、1994年4月1日より実施する」と定められている[10]。

## 校歌
作詞は渡辺敬晶、作曲は五十嵐康博である。1960年（昭和35年）11月18日に制定された 。

## 交通
- 京王電鉄京王線・JR東日本南武線 分倍河原駅から徒歩8分
- JR東日本南武線・武蔵野線 府中本町駅から徒歩11分